# Saison 2010-2011 de Galatasaray SK
Maillots
Chronologie
Saison précédente Saison suivante

## Transferts

### Mercato d'été

#### Arrivées
| Nom du Joueur      | Nationalité | Âge    | Poste     | Coût                        | Provenance             | Durée du contrat | Source |
| ------------------ | ----------- | ------ | --------- | --------------------------- | ---------------------- | ---------------- | ------ |
| Ahmet Kesim        | TUR         | 20 ans | Défenseur | Promus                      | Galatasaray SK -23 ans |                  |        |
| Emirhan Ergün      | TUR         | 20 ans | Gardien   | Promus                      | Galatasaray SK -23 ans |                  |        |
| Caner Öztel        | TUR         | 19 ans | Milieu    | Promus                      | Galatasaray SK -23 ans |                  |        |
| Soner Cihan        | TUR         | 21 ans | Milieu    | Retour Prêt                 | Tepecikspor            |                  |        |
| Aydın Yılmaz       | TUR         | 22 ans | Milieu    | Retour Prêt                 | Eskişehirspor          |                  |        |
| Musa Çağıran       | TUR         | 17 ans | Milieu    | 0.5 M€                      | Altay Izmir            | 3 ans            | [ 3 ]  |
| Ali Turan          | TUR         | 26 ans | Défenseur | Libre                       | Kayserispor            | 3 ans            |        |
| Mehmet Batdal      | TUR         | 24 ans | Attaquant | Libre                       | Bucaspor               | 3 ans            | [ 4 ]  |
| Serdar Özkan       | TUR         | 23 ans | Milieu    | Libre                       | Beşiktaş JK            | 3 ans            | [ 5 ]  |
| Çağlar Birinci     | TUR         | 24 ans | Défenseur | 1,5 M€ + 4 joueurs + 1 prêt | Denizlispor            | 3 ans            | [ 6 ]  |
| Lorik Cana         | ALB         | 26 ans | Milieu    | 6 M€                        | AFC Sunderland         | 4 ans            | [ 7 ]  |
| Juan Pablo Pino    | COL         | 23 ans | Attaquant | 3 M€                        | AS Monaco              | 4 ans            | [ 8 ]  |
| Emiliano Insúa     | ARG         | 21 ans | Défenseur | 0.75 M€ (Prêt)              | FC Liverpool           | 1 ans            | [ 9 ]  |
| Zvjezdan Misimovic | BIH         | 28 ans | Milieu    | 8.5 M€                      | VfL Wolfsburg          | 4 ans            | [ 10 ] |

#### Départs
| Joueur              | Nat. | Age | Poste     | Transfert                | Destination       | Durée | Source |
| ------------------- | ---- | --- | --------- | ------------------------ | ----------------- | ----- | ------ |
| Jô                  | BRA  | 23  | Attaquant | Retour Prêt              | Manchester City   |       |        |
| Giovanni Dos Santos | MEX  | 21  | Milieu    | Retour Prêt              | Tottenham Hotspur |       |        |
| Emre Aşık           | TUR  | 36  | Défenseur | Fin de carrière          |                   |       |        |
| Mehmet Topal        | TUR  | 24  | Milieu    | 5,5 M€                   | Valencia CF       | 4     | [ 11 ] |
| Serdar Eylik        | TUR  | 20  | Milieu    | Prêt                     | Denizlispor       | 1     |        |
| Fırat Kocaoğlu      | TUR  | 22  | Gardien   | Echange (Çağlar Birinci) | Denizlispor       | ?     |        |
| Erhan Şentürk       | TUR  | 21  | Attaquant | Prêt                     | Kartalspor        | 1     |        |
| Semih Kaya          | TUR  | 19  | Défenseur | Prêt                     | Kartalspor        | 1     |        |
| Uğur Uçar           | TUR  | 23  | Défenseur | 0,65 M€                  | Ankaragücü        | ?     | [ 12 ] |
| Emre Güngör         | TUR  | 25  | Défenseur | 1 M€                     | Gaziantepspor     | ?     | [ 13 ] |
| Abdulkader Keita    | CIV  | 28  | Milieu    | 8,15 M€                  | Al Sadd SC        | 3     | [ 14 ] |
| Leo Franco          | ARG  | 33  | Gardien   | Rupture de contrat       |                   |       | [ 15 ] |
| Marcelo Carrusca    | ARG  | 26  | Milieu    | Rupture de contrat       |                   |       | [ 16 ] |
| Uğur Demirok        | TUR  | 21  | Défenseur | Libre                    |                   |       |        |
| Oğuz Sabankay       | TUR  | 22  | Milieu    | Libre                    |                   |       |        |
| Özgürcan Özcan      | TUR  | 22  | Attaquant | 0.1 M€                   | Adanaspor         | 2     | [ 17 ] |

## Calendrier

### Matchs d'avant-saison
| Date            | Adversaire    | Lieu            | Score | Buteurs                                                                                             |
| --------------- | ------------- | --------------- | ----- | --------------------------------------------------------------------------------------------------- |
| 13 juillet 2010 | FC Kleve      | Clèves          | 4 - 0 | Milan Baros (22e) - Barış Özbek (40e) - Caner Öztel (51e) - Mehmet Batdal (70e)                     |
| 15 juillet 2010 | VfB Homberg   | Duisbourg       | 5 - 0 | Mehmet Batdal (8e) - Serdar Özkan (12e) - Arda Turan (40e) - Mustafa Sarp (55e) - Ahmet Kesim (59e) |
| 18 juillet 2010 | PAS Hamedan   | Venlo           | 4 - 0 | Musa Çağıran (7e) - Barış Özbek (50e) - Mehmet Batdal (53e) et (68e)                                |
| 21 juillet 2010 | Fenerbahçe SK | Mönchengladbach | 0 - 1 | |
| 24 juillet 2010 | KSC Hasselt   | Hasselt         | 2 - 0 | Arda Turan (12e) - Emre Çolak (77e)                                                                 |

## Statistiques championnat
Victoires  - Nuls  - Défaites 
| Journée    | 1   | 2   | 3   | 4  | 5  | 6  | 7  | 8  | 9  | 10 | 11 | 12  | 13  | 14  | 15 | 16  | 17 | 18 | 19  | 20 | 21  | 22 | 23  | 24  | 25  | 26  | 27  | 28  | 29  | 30  | 31  | 32  | 33 | 34 |
| ---------- | --- | --- | --- | -- | -- | -- | -- | -- | -- | -- | -- | --- | --- | --- | -- | --- | -- | -- | --- | -- | --- | -- | --- | --- | --- | --- | --- | --- | --- | --- | --- | --- | -- | -- |
| Terrain    | E   | D   | E   | D  | E  | D  | E  | D  | E  | D  | E  | D   | E   | D   | E  | D   | E  | D  | E   | D  | E   | D  | E   | D   | E   | D   | E   | D   | E   | D   | E   | D   | E  | D  |
| Résultats  |     |     |     |    |    |    |    |    |    |    |    |     |     |     |    |     |    |    |     |    |     |    |     |     |     |     |     |     |     |     |     |     |    |    |
| Points     | 0   | 0   | 3   | 6  | 9  | 12 | 12 | 12 | 13 | 16 | 16 | 16  | 17  | 17  | 20 | 20  | 23 | 26 | 26  | 29 | 29  | 32 | 32  | 33  | 33  | 33  | 33  | 33  | 36  | 37  | 37  | 40  | 43 | 46 |
| Classement | 13e | 17e | 12e | 7e | 7e | 3e | 7e | 9e | 9e | 8e | 9e | 10e | 10e | 10e | 9e | 10e | 9e | 7e | 10e | 8e | 10e | 8e | 10e | 11e | 11e | 11e | 13e | 14e | 13e | 12e | 14e | 12e | 9e | 8e |